# HLA Lavinia Salud
HLA Lavinia Salud, S.L.U., cuya marca comercial es Grupo Hospitalario HLA (por la sigla de Hospitales Lavinia Asisa), es una empresa española de asistencia sanitaria privada.

## Historia
Fue fundada en los años 1980, cuando un grupo de médicos que pertenecían a la Cooperativa Lavinia (sociedad cooperativa que había fundado José Espriu en 1971, y propietaria de ASISA, Asistencia Sanitaria Interprovincial, S.A.U.), liderados por el doctor Francisco Carreño, decide crear una red asistencial propia. Los hospitales El Ángel de Málaga y San Carlos de Denia fueron sus primeras adquisiciones en 1982. Posteriormente se incorporaron la Clínica Santa Isabel de Sevilla; Clínica El Rosario, en Albacete; Perpetuo Socorro, en Lérida; Vistahermosa, en Alicante; y La Vega, en Murcia.
En 2016 se constituye el holding HLA Lavinia Salud y el lanzamiento de la marca Grupo HLA, que agrupa a todos los centros de la cooperativa.